# Clima continental templado
El clima continental templado es un subtipo de clima continental que se encuentra en grandes áreas de tierra continental en las regiones templadas de las latitudes medias donde hay una zona de conflicto entre las masas de aire polar y tropical. El clima continental templado está definido como un clima templado que presenta marcada diferencia entre un caluroso verano y un severo invierno, lo que lo diferencia del clima oceánico templado, el cual es moderado todo el año. Frecuentemente, también se le denomina clima continental húmedo, en oposición al clima subártico, el cual es más frío; sin embargo, esto genera ambigüedad, ya que el clima subártico es también continental y es húmedo.
El clima continental templado está marcado por pautas de tiempo variable y una gran variación estacional de temperaturas. Los veranos son a menudo templados y húmedos con frecuentes tormentas e inviernos que pueden ser muy fríos con frecuentes nevadas y persistente cobertura de nieve. La variación estacional de temperatura es típicamente 25-35 °C (45-63 °F) y se incrementa conforme se va tierra adentro y lejos de la influencia moderadora del océano. Lugares con al menos cuatro meses de temperaturas medias diarias por encima de 10 °C y al menos un mes por debajo de 0 °C o -3 °C dependiendo de la fuente, y que no cumple los criterios por un árido o clima semiárido, son clasificados como continental húmedo. Es más prominente sobre una amplia sección de Norteamérica central y oriental, partes de Europa oriental, el noroeste de Asia y áreas cercanas al mar Amarillo, la península de Corea y el norte de Japón. Sólo se encuentra en pequeñas bolsas (microclimas) en el Hemisferio Sur, incluyendo altas elevaciones de la Isla del Sur.

## Dfa/Dwa/Dsa: Subtipo de verano cálido (o templado cálido)

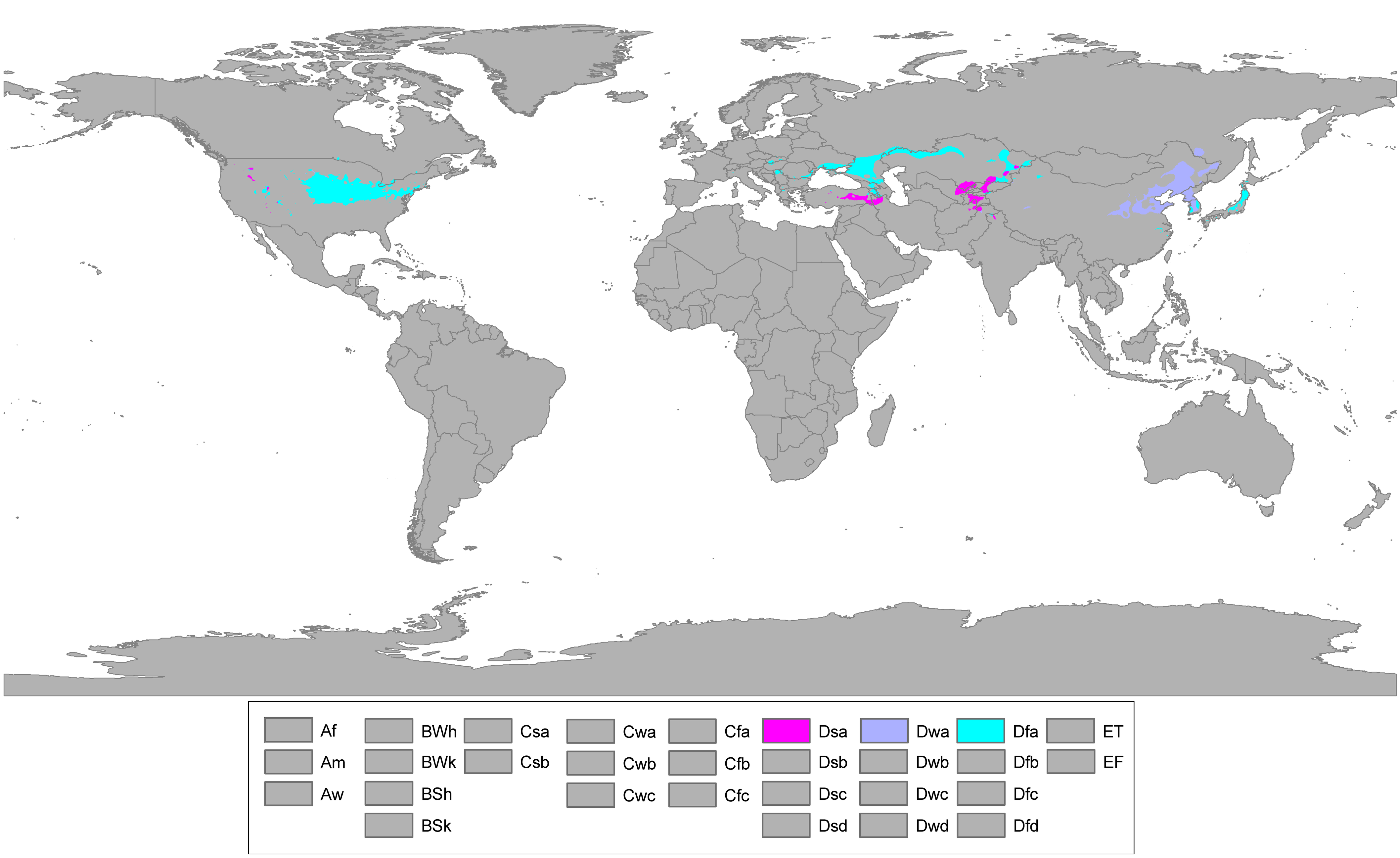
Subtipo de verano cálido en el mundo.

Una versión cálida (o muy templada) de un clima continental presenta una temperatura media de al menos 22 °C en su mes más templado. El mes más templado es normalmente julio, aunque en algunos casos puede ser agosto. Las temperaturas medias en las tardes de julio en esta zona generalmente tienen una media por encima de los 26 °C mientras que la temperatura media del mes más frío es de -3.0 °C o más frío. En algunas ocasiones, la temperatura media del mes más frío puede llegar a -3.0 °C. Dentro de Norteamérica incluye gran parte de las porciones oriental y Medio Oeste de los Estados Unidos y parte de Ontario meridional, Canadá desde el Atlántico al 100.º meridiano y generalmente en la franja de latitud entre 39°N y 44°N (con una extensión más amplia norte-sur en la porción occidental debido a la falta de influencias marítimas, mientras que abarca un área muy pequeña en las regiones orientales antes de bordear en el húmedo subtropical); la precipitación se incrementa más al este en esta zona y es menor uniforme estacionalmente en el oeste; esta zona incluye las siguientes regiones:
- Porciones del sur y el centro de Nueva York
- La mayor parte de Pensilvania (excepto la llanura atlántica media del sureste)
- El noroeste de Nueva Jersey
- Extremo oeste de Virginia (en las mayores elevaciones)
- La mayor parte de Virginia Occidental (excepto en las zonas de valle en las más bajas altitudes)
- La mayor parte de Ohio
- La mayor parte de Indiana
- La mayor parte de Illinois
- La mayor parte de Misuri
- Iowa
- Nebraska oriental
- Kansas oriental
- Sureste de Dakota del Sur
- Minnesota meridional
- Wisconsin meridional (sur de Madison)
- Míchigan meridional (sur de Saginaw)
- Ontario meridional (suroeste de Toronto)
- Connecticut, excepto regiones costeras
- La mayor parte de Rhode Island
- La mayor parte de Massachusetts
- Extremo sur de Vermont
- Extremo sur de Nuevo Hampshire
- Extremo suroeste de Maine

Algunas de las principales ciudades de Norteamérica en esta zona:
| - Chicago, Illinois - Nueva York, Nueva York - Cleveland, Ohio - Columbus (Ohio) - Des Moines (Iowa) - Detroit, Míchigan - Grand Rapids, Míchigan - Hartford, Connecticut - Indianápolis, Indiana - Kansas City, Misuri | - Milwaukee, Wisconsin - Mineápolis, Minnesota - Saint Paul, Minnesota - Omaha, Nebraska - Sioux Falls, Dakota del Sur - Toledo, Ohio - Toronto, Ontario - Hamilton, Ontario - Windsor, Ontario |  |

| Parámetros climáticos promedio de Chicago | Parámetros climáticos promedio de Chicago | Parámetros climáticos promedio de Chicago | Parámetros climáticos promedio de Chicago | Parámetros climáticos promedio de Chicago | Parámetros climáticos promedio de Chicago | Parámetros climáticos promedio de Chicago | Parámetros climáticos promedio de Chicago | Parámetros climáticos promedio de Chicago | Parámetros climáticos promedio de Chicago | Parámetros climáticos promedio de Chicago | Parámetros climáticos promedio de Chicago | Parámetros climáticos promedio de Chicago | Parámetros climáticos promedio de Chicago |
| Mes                                       | Ene.                                      | Feb.                                      | Mar.                                      | Abr.                                      | May.                                      | Jun.                                      | Jul.                                      | Ago.                                      | Sep.                                      | Oct.                                      | Nov.                                      | Dic.                                      | Anual                                     |
| ----------------------------------------- | ----------------------------------------- | ----------------------------------------- | ----------------------------------------- | ----------------------------------------- | ----------------------------------------- | ----------------------------------------- | ----------------------------------------- | ----------------------------------------- | ----------------------------------------- | ----------------------------------------- | ----------------------------------------- | ----------------------------------------- | ----------------------------------------- |
| Temp. máx. media (°C)                     | -0.7                                      | 2.3                                       | 8.6                                       | 15.2                                      | 21.8                                      | 27.5                                      | 29.3                                      | 27.9                                      | 23.9                                      | 17.3                                      | 8.9                                       | 2.2                                       | 15.4                                      |
| Temp. mín. media (°C)                     | -10.8                                     | -6.9                                      | -2.8                                      | 4.6                                       | 10.5                                      | 15.9                                      | 19.3                                      | 18.3                                      | 13.7                                      | 6.2                                       | 4.9                                       | -8.7                                      | 5.4                                       |
| Precipitación total (mm)                  | 50                                        | 45                                        | 72                                        | 97                                        | 98                                        | 106                                       | 97                                        | 99                                        | 88                                        | 71                                        | 82                                        | 71                                        | 976                                       |
| Fuente: NCDC                              |                                           |                                           |                                           |                                           |                                           |                                           |                                           |                                           |                                           |                                           |                                           |                                           |                                           |

La isoterma 0 °C (línea de helada) o los isotermos -3 °C (línea de nieve persistente) son las posibles líneas que separan el clima continental húmedo y el húmedo subtropical. La clasificación climática de Koppen, la clasificación de clima más popular, usa -3 °C. Entre las líneas están los siguientes lugares:
- Boston, Massachusetts
- Bridgeport, Connecticut
- Cincinnati, Ohio
- Pittsburgh, Pensilvania
- Providence, Rhode Island
- San Luis, Misuri
- Nueva York, Nueva York

Algunas regiones en esta zona:
- El extremo sur de Nueva York (incluyendo la Ciudad de Nueva York)
- Áreas costeras del sureste de Nueva Inglaterra (excepto algunas zonas con un movimiento que sopla desde el mar)
- La mayor parte de Nueva Jersey
- Gran parte del sur de Connecticut
- Parte de Long Island.
- Partes del sur de Pensilvania
- Ohio meridional
- Centro y partes del sur de Misuri
- Indiana meridional
- Illinois meridional (excepto en el lejano sur)
- Partes de Kansas oriental
- Maryland occidental (excepto en sus mayores elevaciones)
- Llanuras de Virginia Occidental (excepto la porción suroeste)
- Partes de los Ozark de Arkansas (debido a las mayores elevaciones)

Los estados occidentales del centro de los Estados Unidos (principalmente Montana, Wyoming, partes del sur de Idaho, partes de Colorado, Nebraska occidental, y áreas occidentales de Dakota del Sur y del Norte tienen regímenes termales que encajan en el tipo de clima Dfa, pero son bastante secos y están generalmente agrupados con los climas de estepa (BSk).
Fuera de Norteamérica el tipo de clima Dfa está presente cerca del Mar Negro en el sur de Ucrania, el Distrito Federal Sur de Rusia, Moldavia meridional, y partes del sur y del oeste de Rumanía, pero tiende a ser más seco, o incluso semiárido, en estos lugares. Tohoku en Japón entre Tokio y Hokkaidō también tiene un clima con clasificación de Köppen Dfa, pero es más húmedo incluso que esa parte de Norteamérica con este tipo de clima. Una variante que tiene inviernos secos y de ahí una cantidad de nieve inferior con lluvias de verano tipo monzónico se encuentra en el noreste de China incluyendo regiones costeras del Mar Amarillo y sobre gran parte de la península de Corea; tiene una clasificación de Köppen Dwa. Parte de Asia central, noroeste de China, y sur de Mongolia tienen un régimen termal similar al de clima tipo Dfa, pero estas regiones reciben tan poca precipitación que más a menudo están clasificadas como estepas (BSk) o desiertos (BWk).
No aparece en lugar alguno del Hemisferio Sur, que no tiene grandes masas continentales situadas de tal manera en las latitudes medias que permiten la combinación de veranos cálidos y al menos un mes de temperaturas bajo congelación. 
Las ciudades fuera de Norteamérica en esta zona climática incluyen:
- Jersón, Ucrania - Dfa
- Odessa, Ucrania - Dfa / Cfa
- Rostov del Don, Rusia - Dfa
- Bucarest, Rumanía - Dfa / Cfa
- Almaty, Kazajistán - Dfa / Bsk
- Sapporo, Japón - Dfa
- Pekín, China - Dwa
- Tianjin, China - Dwa / Cwa / BSk
- Shenyang, Liaoning, China - Dwa
- Dalian, Liaoning, China - Dwa
- Changchun, provincia de Jilin, China - Dwa
- Harbin, Heilongjiang, China - Dwa
- Pionyang, Corea del Norte - Dwa
- Seúl, Corea del Sur - Dwa / Cwa

## Dfb/Dwb/Dsb: Subtipo de verano templado (clima continental templado frío o hemiboreal)

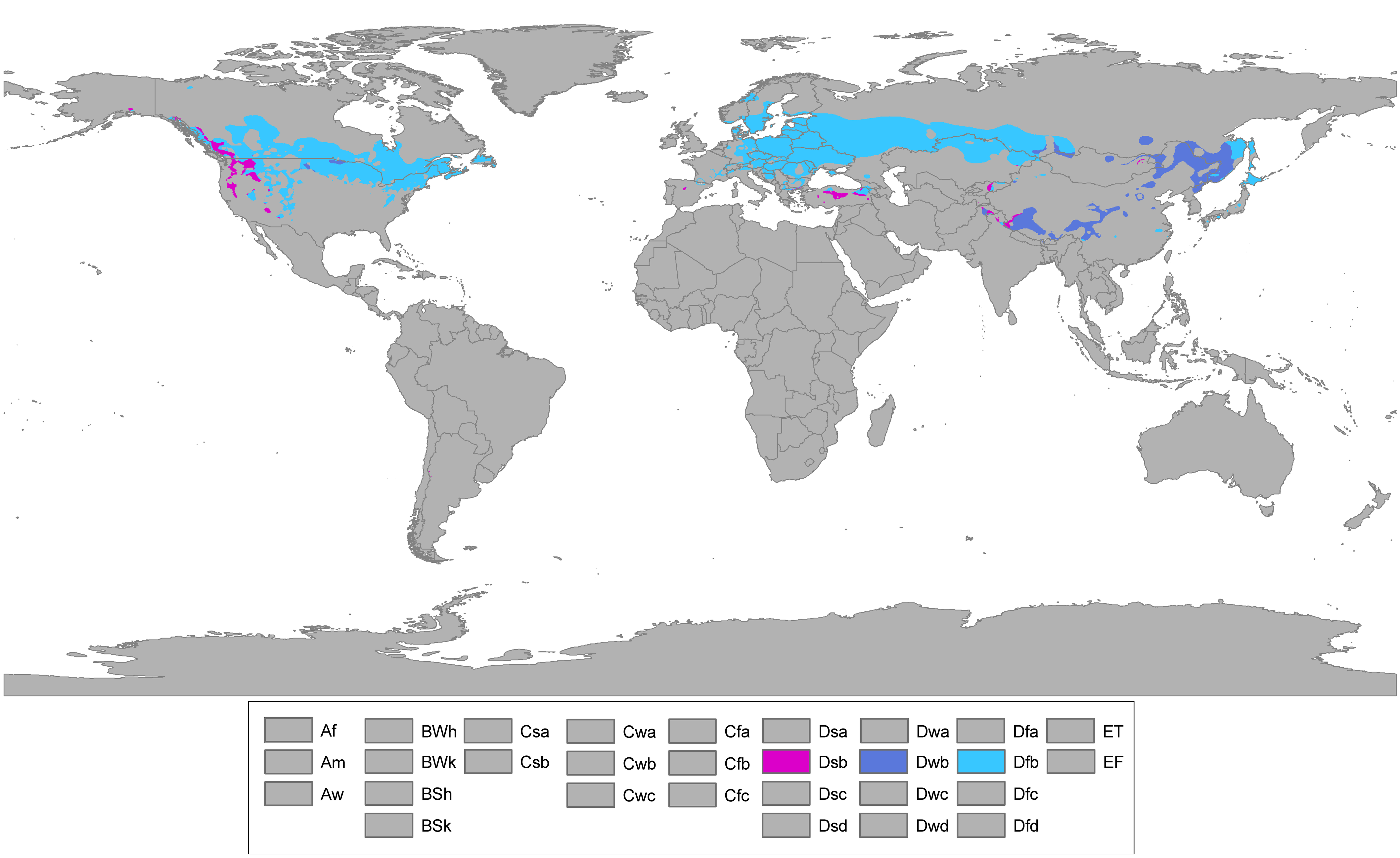
Subtipo de verano templado en el mundo.

La versión de verano templado de un clima continental húmedo (Köppen: Dfb) generalmente queda al norte del subtipo del verano cálido. En Norteamérica, esta versión generalmente existe desde alrededor de latitud 44°N a 50°N típicamente al este del 100.º meridiano. Sin embargo, esta versión puede encontrarse tan al norte como 54°N en las Praderas canadienses y debajo de 40°N en los altos Apalaches. Áreas presentando este subtipo del clima continental tiene una temperatura media en su mes más cálido por debajo de 22 °C. Temperaturas altas de verano en esta zona típicamente tienen la media entre 21-28 °C durante el día y las temperaturas de invierno media en el mes más frío es generalmente muy por debajo de -3 °C isotermo. 
Incluye los siguientes lugares:
- Centro y Norte de Nueva Inglaterra
- Norte, Centro y Oeste de Nueva York
- Meseta Alleghany y Apalaches en Pensilvania
- Norte de Míchigan (incluyendo toda la Península superior)
- Norte y centro de Wisconsin
- Norte y centro de Minnesota
- Partes orientales de Las Dakotas
- Las mayores alturas del centro de los Apalaches
- Extremo noroeste de Nueva Jersey debido a los Apalaches
- Algunas áreas de altura de Sierra Nevada,
- Algunas áreas de altura de las Montañas Rocosas

En Canadá, incluye estas áreas:
- La mayor parte de Canadá Atlántico
- Quebec meridional
- La mayor parte de Ontario excepto el sur de Ontario, Toronto y regiones lejanas del norte
- Manitoba meridional
- Centro y sureste de Saskatchewan
- Alberta Central (latitudinal)

Algunas de las grandes ciudades en esta zona:
| - Albany, Nueva York - Bangor, Maine - Buffalo, Nueva York - Burlington, Vermont - Duluth, Minnesota - Edmonton, Alberta - Fargo, Dakota del Norte - Green Bay, Wisconsin - Halifax, Nueva Escocia - Montreal, Quebec | - Ottawa, Ontario - Peterborough, Ontario - Portland, Maine - Ciudad de Quebec, Quebec - Rochester, Nueva York - Syracuse, Nueva York - San Juan de Terranova, Terranova y Labrador - Thunder Bay, Ontario - Winnipeg, Manitoba - Worcester, Massachusetts |  |

Algunos lugares de altitud como South Lake Tahoe, California y Aspen, Colorado en los Estados Unidos occidentales muestran climas locales Dfb. La parte centro-sur y suroeste de las Praderas canadienses también encajan en los criterios de Dfb de un perfil termal, pero su precipitación generalmente da como resultado que se agrupa en la categoría BSk.
Excepto por lugares de gran altitud, la única zona en Norteamérica que puede ser considerada oceánica o continental húmeda de verano templado, (el mes más frío tiene una media entre 0 °C (32 °F) y -3 °C (26.6 °F)) son porciones de Nueva Inglaterra meridional costera donde sopla tierra adentro existe a temperaturas veraniegas moderadas suficiente para una media por debajo de 22 °C (72 °F).
En Europa, también se encuentra en el centro de Escandinavia, pero en el este de Europa Central (Austria oriental, Alemania oriental, Polonia, República Checa, Eslovaquia, Hungría, Rumanía septentrional) es un subtipo de verano templado con inviernos menos severos, más similares a los inviernos del subtipo verano cálido que se encuentra en Norteamérica oriental- los inviernos aquí son modificados por la influencia del clima oceánico de Europa occidental.
El subtipo verano templado está marcado por vernos suaves, largos inviernos fríos y menos precipitación que el subtipo de verano cálido, sin embargo, cortos períodos de extremo calor no son infrecuentes. En el norte de Japón existe un clima similar.
Gran parte de Mongolia y partes del sur de Siberia tienen un régimen termal que encaja con este clima, pero tienen precipitaciones esteparias o desérticas, de manera que realmente no son consideradas como de clima continental húmedo. 
Países con este clima:
- Sureste de Noruega
- Regiones centrales de Suecia y parte meridional de Finlandia
- Alemania oriental y Polonia
- Partes de la República Checa y la mayor parte de Eslovaquia
- Partes de Austria y Hungría
- Norte de Rumanía y la mayor parte de Moldavia
- Áreas montañosas en los Balcanes
- Alpes de Italia y Suiza, entre 1100 y 1600 metros (Alpes occidentales) y entre 900 y 1450 metros (Alpes centrales y orientales)
- Letonia, Lituania y Estonia
- Bielorrusia
- La mayor parte de Ucrania
- Noreste y noroeste de Turquía
- Centro de Rusia europea
- Áreas meridionales de los distritos federales del Lejano Oriente (como dwb) y de Siberia, Rusia
- Parte septentrional de Corea del Norte (como dwb)
- Parte septentrional de Japón

En el Hemisferio Sur existe en áreas bien definidas sólo en los Alpes Meridionales de Nueva Zelanda y quizás como microclimas aislados de los Andes meridionales de Chile y Perú.
Ciudades con tales climas fuera de Norteamérica incluyen:
| - Oslo, Noruega - Estocolmo, Suecia - Helsinki, Finlandia - Moscú, Rusia - San Petersburgo, Rusia - Novosibirsk, Rusia - Varsovia, Polonia - Tallin, Estonia - Minsk, Bielorrusia - Kiev, Ucrania - Járkov, Ucrania | - Riga, Letonia - Vilna, Lituania - Iaşi, Rumania - Ardahan, Turquía - Kars, Turquía - Toblach, Italia - Asahikawa, Japón - Kushiro, Japón - Dwb - Vladivostok, Rusia - Dwb - Chongjin, Corea del Norte - Dwb |  |

| Parámetros climáticos promedio de Moscú | Parámetros climáticos promedio de Moscú | Parámetros climáticos promedio de Moscú | Parámetros climáticos promedio de Moscú | Parámetros climáticos promedio de Moscú | Parámetros climáticos promedio de Moscú | Parámetros climáticos promedio de Moscú | Parámetros climáticos promedio de Moscú | Parámetros climáticos promedio de Moscú | Parámetros climáticos promedio de Moscú | Parámetros climáticos promedio de Moscú | Parámetros climáticos promedio de Moscú | Parámetros climáticos promedio de Moscú | Parámetros climáticos promedio de Moscú |
| Mes                                     | Ene.                                    | Feb.                                    | Mar.                                    | Abr.                                    | May.                                    | Jun.                                    | Jul.                                    | Ago.                                    | Sep.                                    | Oct.                                    | Nov.                                    | Dic.                                    | Anual                                   |
| --------------------------------------- | --------------------------------------- | --------------------------------------- | --------------------------------------- | --------------------------------------- | --------------------------------------- | --------------------------------------- | --------------------------------------- | --------------------------------------- | --------------------------------------- | --------------------------------------- | --------------------------------------- | --------------------------------------- | --------------------------------------- |
| Temp. máx. media (°C)                   | -4.9                                    | -3.5                                    | 2.2                                     | 10.8                                    | 18.2                                    | 22.1                                    | 23.2                                    | 21.3                                    | 15.1                                    | 8.1                                     | 0.6                                     | -3.1                                    | 9.2                                     |
| Temp. mín. media (°C)                   | -10.3                                   | -9.9                                    | -4.7                                    | 2.1                                     | 7.4                                     | 12                                      | 13.8                                    | 12                                      | 7                                       | 2                                       | -3.7                                    | -7.9                                    | 1.7                                     |
| Precipitación total (mm)                | 46                                      | 36                                      | 33                                      | 38                                      | 52                                      | 84                                      | 90                                      | 80                                      | 67                                      | 66                                      | 60                                      | 53                                      | 705                                     |
| Fuente: pogoda.ru.net                   |                                         |                                         |                                         |                                         |                                         |                                         |                                         |                                         |                                         |                                         |                                         |                                         |                                         |

## Clima subártico o subpolar
Cerca de 50°N en Norteamérica (excepto al norte de 55°N en Alberta, Columbia Británica y Saskatchewan) y Asia oriental (60°N o más al norte en Europa), el clima pasa a un clima subártico (Köppen: Dfc, Dwc), hacia el polo del que los veranos (estaciones con temperaturas por encima de 10 °C) duran menos de cuatro meses.
Este clima no aparece en ningún lugar del hemisferio sur debido a la completa ausencia de las zonas interiores aisladas de aguas oceánicas entre latitud 45° y 55° sur.